# Borut Pahor
Borut Pahor GColIH (Postojna, 2 de novembro de 1963) é um político esloveno, presidente de seu país entre 2012 e 2022 e ex-primeiro-ministro de seu país. Foi líder dos Sociais-Democratas (DP), que fazem parte do Partido dos Socialistas Europeus, onde inclusive chegou a ser presidente.
Pahor serviu vários mandatos como membro da Assembleia Nacional e sendo orador de 2000 a 2004. Em 2004, Pahor foi eleito como membro do Parlamento Europeu. Após a vitória dos social-democratas nas eleições parlamentares de 2008, Pahor foi nomeado primeiro-ministro.
Em junho de 2012, ele anunciou que concorreria ao cargo de presidente da Eslovênia. No pleito derrotou o então presidente Danilo Türk em um segundo turno, realizado em 2 de dezembro de 2012, recebendo aproximadamente dois terços dos votos. Em novembro de 2017, Pahor foi reeleito para um segundo mandato.
A 31 de maio de 2021, foi agraciado com o grau de Grande-Colar da Ordem do Infante D. Henrique, de Portugal.